# 天津外国语学院附属外国语学校
天津外国语大学附属外国语学校（Tianjin Foreign Languages School），又称天津外国语学校，简称天津外大附校，别名“小外”，1964年成立，位于天津市河北区南口路11号。是天津外国语大学直属的天津市市级重点中学，天津市首批示范校，全国外国语学校副理事长校。现任名誉校长是前联合国副秘书长冀朝铸，现任校长李晓辉。

## 历史
1964年，周恩来总理批示创建外国语学校，天津外国语学校即是全国首批七所外国语学校之一，由郭沫若题写校名。文革中收到冲击，一度停办。
1978年，学校划归天津外国语学院领导，更名为天津外国语学院附属外国语学校。2010年，天津外国语学院更名为天津外国语大学，学校随之更名为天津外国语大学附属外国语学校。
天津外国语学校在2001年成为天津市示范性高中之一，包括新初中楼、高中楼、宿舍楼、体育场、体育馆等的示范校建设工程已于2009年全部完工。

## 设施
校内设有新世纪科教楼、初中部教学楼、高中部教学楼、国际课程中心、400米橡胶跑道操场、艺体楼、学生公寓、体育馆，以及电视转播系统、语言实验室、多媒体教室、计算机房、理化生实验室、图书馆、电子阅览室和天文台等教学与生活设施。学校开设英语、日语、德语、法语、西班牙语五个语种课程，并设有美国大学先修课程（AP课程）班。